# Änew
Änew oder Anau ist eine Stadt im Süden Turkmenistans mit 30.000 Einwohnern. Sie gehört zur Verwaltungseinheit Ahal welaýaty und war bis 2023 deren Hauptstadt. Der Name „Anau“ kommt aus persisch Âbe nav (آب نو) (Neue Wasser). Der Ort liegt direkt neben der turkmenischen Hauptstadt Aşgabat.

## Geschichte
Änew blickt auf eine 7000-jährige Geschichte zurück. Die Chalkolithikum Anau Kultur stammt aus dem Jahr 4500 v. Chr. und folgte der neolithischen Jeitun Kultur in der kulturellen Abfolge Südturkmenistans. Die archäologische Bedeutung wurde 1904 erstmals von Raphael Pumpelly erkannt.
Der Ort war stark vom Erdbeben von Aşgabat 1948 betroffen.
In 2008 wurde Änew zur Stadt erhoben.

## Sehenswürdigkeit

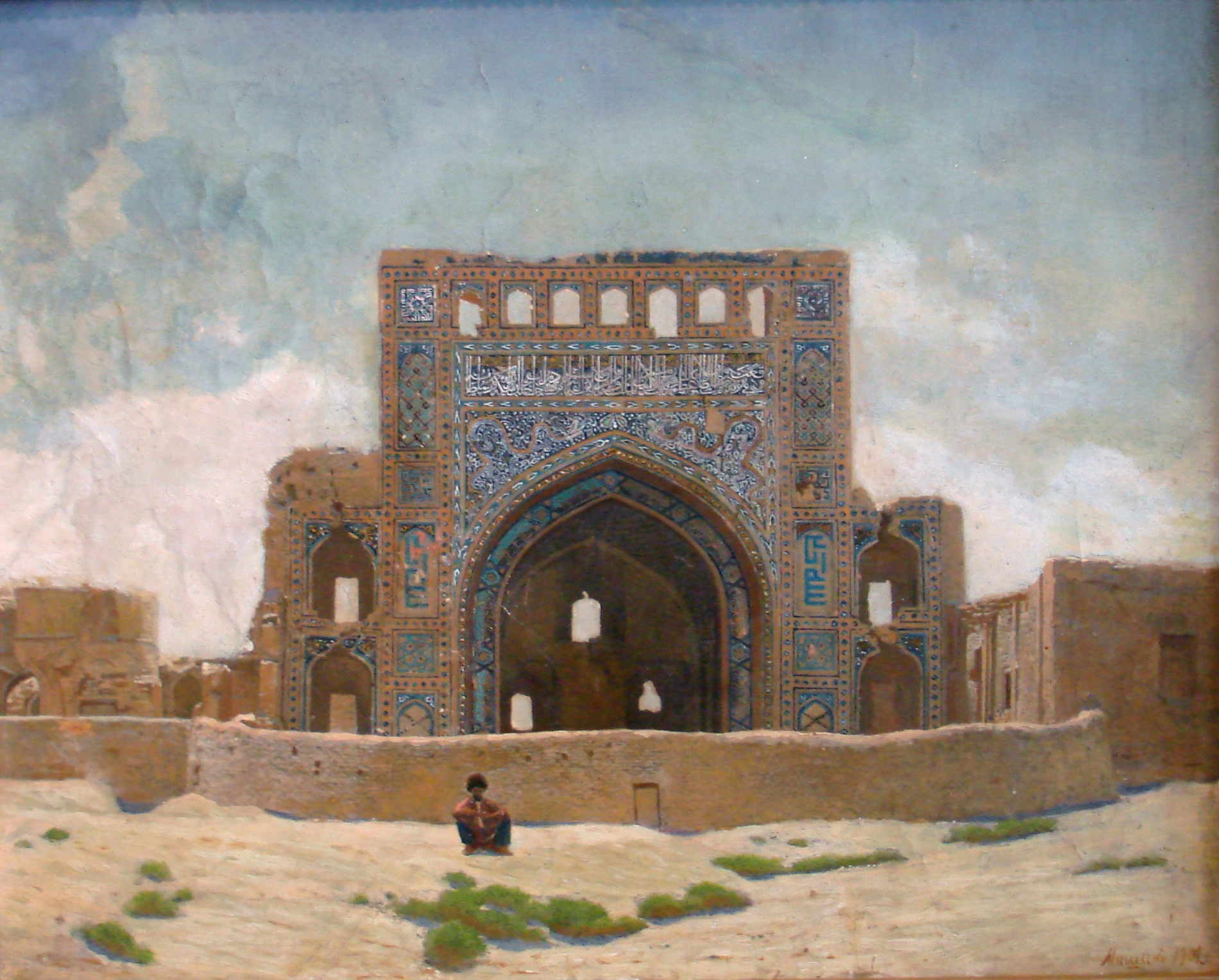
Seyit Jemaleddin Moschee ca. 1902

Zu den Sehenswürdigkeiten gehört die Festung Anau, welche bereits während der Partherzeit existierte (3. Jahrhundert v. Chr. – 3. Jahrhundert n. Chr.). Die im 15. Jahrhundert erbaute Seyit Jemaleddin Moschee, von der nach dem Erdbeben von Aschgabat 1948 nur noch Ruinen erhalten sind befindet sich im südlichen Teil der Festung.
Eine weitere Sehenswürdigkeit ist das Ak Bugday (Das Weizen Museum), das viele alte Exponate beherbergt. Dazu gehören 5.000 Jahre alte Weizenkörner, die 1904 entdeckt wurden.